# Вальверде-де-Вальделакаса
Вальверде-де-Вальделакаса (ісп. Valverde de Valdelacasa) — муніципалітет в Іспанії, у складі автономної спільноти Кастилія-і-Леон, у провінції Саламанка. Населення — 84 особи (2010).
Муніципалітет розташований на відстані близько 180 км на захід від Мадрида, 55 км на південь від Саламанки.

## Демографія
Динаміка населення (INE ):

## Зовнішні посилання
- Провінційна рада Саламанки: індекс муніципалітетів [Архівовано 23 квітня 2009 у Wayback Machine.]
- Посилання на Google Maps